# فرودگاه دامازین
فرودگاه دامازین (به انگلیسی: Damazin Airport) یک فرودگاه است . این فرودگاه در شهر الدمازین کشور سودان قرار دارد .